# Église Notre-Dame-de-l'Assomption de Laval-sur-Doulon
Pour les articles homonymes, voir Église Notre-Dame-de-l'Assomption.
L'église Notre-Dame-de-l'Assomption  est un édifice situé à Laval-sur-Doulon, en France.

## Localisation
L'église est située sur le territoire de la commune de Laval-sur-Doulon, dans le département  de la Haute-Loire, en région Auvergne-Rhône-Alpes.

## Description
Église priorale affiliée à l'abbaye de La Chaise-Dieu, évoquant le type de l'église bénédictine avec une travée de chœur réduite permettant aux stalles du chœur, aujourd'hui disparues, des développements liturgiques. L'édifice se compose de trois travées sans transept, seules deux chapelles latérales marquant un décrochement ; une abside pentagonale aux fenêtres lancéolées. La travée de chœur supporte le clocher sans doute surélevé, à une époque postérieure, d'un étage avec baies géminées qui peut être estimé de la fin du XVIe siècle. Le porche d'entrée conserve sa menuiserie d'époque. La chapelle latérale sud, qui est une chapelle seigneuriale, porte des traces de peinture sur la voûte et les murs. Cet édifice présente une appartenance de style avec l'architecture rurale du XIVe siècle.

## Historique
L'église est inscrite au titre des monuments historiques par arrêté du 20 avril 1989.

## Galerie

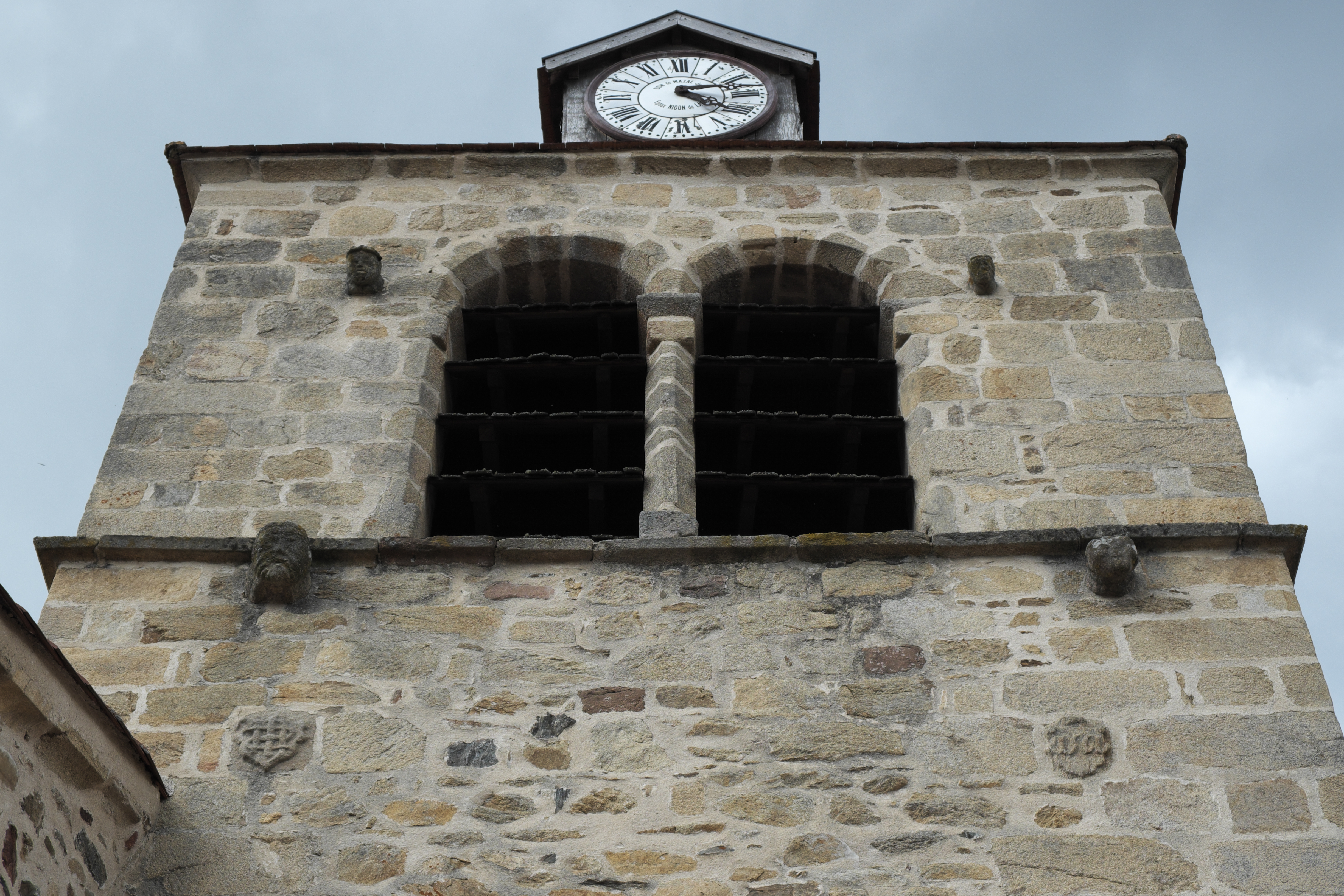
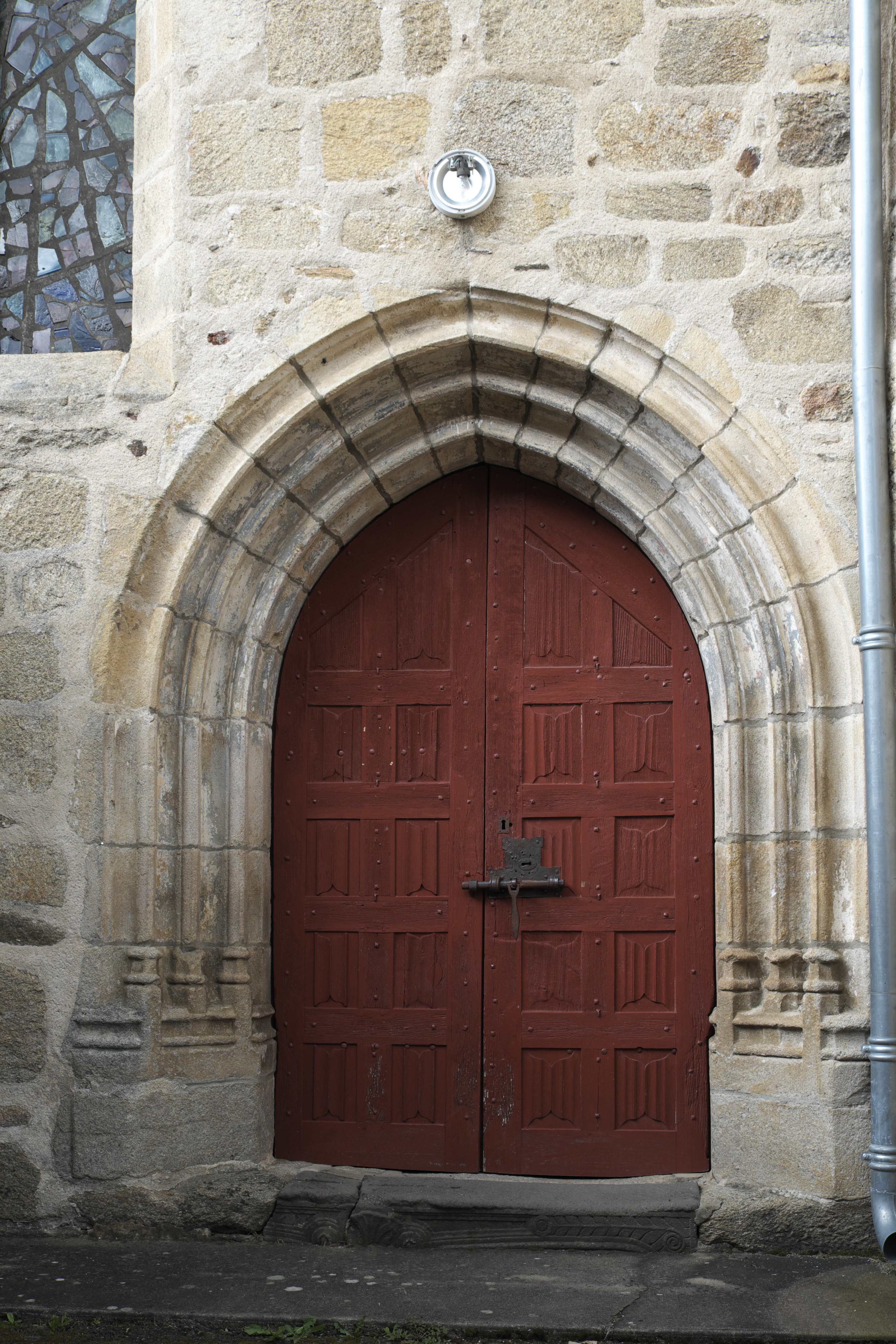